# Малеимид
Малеимид – химическое соединение с формулой H2C2(CO)2NH. Ненасыщенный циклический имид, имеющий важное значение в органическом синтезе и биоконжугировании (модифицировании биологогических объектов). Название образовывается при слиянии полного химического названия соединения:  "малеиновой кислоты имид".  Малеимидами также называют класс органических соединий, образующихся из незамещенной молекулы малеимида посредством замещения атома водорода (N-H) на алкильный или арильный радикал (N-R). В роли заместителя R может также выступать молекулярное соединение (к примеру, биотин), флуоресцентный краситель, олигосахарид, нуклеиновая кислота, реакционная химическая группа (для проведения последующей химической реакции), синтетический полимер (к примеру, полиэтиленгликоль), или молекула белка.

## Органическая химия
Малеимиды и их производные образуются при реакции малеинового ангидрида с аминами с последующей дегидратацией образующегося на первом этапе нециклического амида.  Наиболее важным химическим свойством малеимидов является их исключительная реакционная способность в реакции сопряжённого присоединения по Михаэлю и реакции Дильса-Альдера.' Бисмалеимидами' называют класс соединений, содержащий два малеимидовых остатка, ковалентно соединённых между собой. В случае, если остаток малемида соединён с другой реактивной группой (например, активированным эфиром кислоты), полученные соединения называются гетеробифункциональными реагентами на основе малеимида и находят частое применение при модифицировании протеинов и других биологических объектов (биоконъюгирование).

## Природные малеимиды
Из-за своей высокой реакционной способности, очень небольшое количество природных соединений содержит малеимидовый остаток. Примером таких соединений являются цитотоксичный шоудомицин, выделенный из Streptomyces showdoensis, и пенколид, выделенный из Pe. multicolor.

## Применение в биотехнологии
Методологии основанные на применении малеимида являются одними из наиболее популярных в биоконъюгировании (модифицированнии биологических объектов). Из-за высокой скорости и селективности реакции производных малеимида с тиольнымиостатками цистеина в протеинах, большое количество гетеробифункциональных производным малеимида используется в современной биотехнологии для получения таргетных лекарственных средств, изучения, конъюгирования и иммобилизации всевозможных белков (к примеру, ферментов или антител). Кроме того реакции малеимид-тиол могут использоваться при ПЭГилировании тиол-содержащих поверхностей наночастиц.
Благодаря возможности протекания реакции тиол-малеимид при физиологических условиях, полимерные материалы и липосомы, модифицированные функциональными группами малеимида, показали высокую способность к адгезии к слизистым тканям.